# Большая Черноостровка
Большая Черноостровка — упразднённая деревня в Любинском районе Омской области. Входила в состав Алексеевского сельсовета. Исключена из учётных данных в 1973 г.

## География
Располагалась на южном берегу озера Бутурлы, в 1,5 км (по прямой) к юго-востоку от села Алексеевка.

## История
Основана в 1825 г. В 1928 году состояла из 118 хозяйств. В административном отношении входила в состав Алексеевского сельсовета Любинского района Омского округа Сибирского края. Действовал колхоз «Свободный труд». Решением Омского облисполкома от 15 марта 1973 года исключена из учётных данных административно-территориального деления деревня Большая Черноостровка.

## Население
По переписи 1926 г. в деревне проживало 623 человека (302 мужчины и 321 женщина), основное население — русские